# Косівський заказник
Ко́сівський заказник — іхтіологічний заказник місцевого значення в Україні. Розташований на території Володарської селищної громади Білоцерківського району Київської області, в межах Зрайківської, Завадівської та Рачківської сільських рад.
Площа — 42 га, статус отриманий у 2016 році. Перебуває у віданні: Зрайківська, Завадівська та Рачківська сільські ради.
Територія включає ділянку річки Рось від села Шевченкове до села Рачки. Рось — права, одна з найбільших приток річки Дніпро. У водному просторі виявлено 80 видів рідкісних водоростей та мікроорганізмів, які служать основною харчовою базою 19 рідкісних видів риб, які населяють водний простір заказника та занесені до Червоної книги України. Старі дуплисті дерева дають прилисток декільком видам кажанів. Всі види кажанів занесені до Червоної книги України.